# Mărgineni (okręg Bacău)
Mărgineni – wieś w Rumunii, w okręgu Bacău, w gminie Mărgineni. W 2011 roku liczyła 3446 mieszkańców.